# Liste der Stolpersteine in Ellwangen (Jagst)
Stolpersteine werden vom Kölner Künstler Gunter Demnig in weiten Teilen Europas verlegt. Sie erinnern an das Schicksal der Menschen, die von den Nationalsozialisten ermordet, deportiert, vertrieben oder in den Suizid getrieben wurden und liegen im Regelfall vor dem letzten selbstgewählten Wohnsitz des Opfers.
Der erste verlegte Stolperstein in Ellwangen (Jagst) ist dem Kunst- und Kirchenmaler Max Reeb gewidmet und wurde am 10. Juli 2020 von Gunter Demnig persönlich verlegt.

## Verlegte Stolpersteine
| Stolperstein | Inschrift | Verlegeort              | Name, Leben                             |
| ------------ | --- | ----------------------- | --------------------------------------- |
|              | HIER WOHNTE ROSA HEINRICH GEB. ENGLÄNDER JG. 1869 FLUCHT 1939 USA                                                                                     | Sebastiansgraben 27     | Rosa Heinrich, geb. Engländer (1869-)   |
|              | HIER WOHNTE BABETTE LEVI GEB. SCHLOSSBERGER JG. 1856 FLUCHT 1938 USA                                                                                  | Schmiedstraße 5         | Babette Levi, geb. Schlossberer (1856-) |
|              | HIER WOHNTE ERICH LEVI JG. 1920 FLUCHT 1938 USA | Schmiedstraße 5         | Erich Levi (1920–1966)                  |
|              | HIER WOHNTE ERWIN LEVI JG. 1920 FLUCHT 1938 USA | Apothekergasse 3        | Erwin Levi (1920-)                      |
|              | HIER WOHNTE JULIUS LEVI JG. 1889 FLUCHT 1938 USA | Schmiedstraße 5         | Julius Levi (1889-)                     |
|              | HIER WOHNTE LEA LEVI GEB. ADLER JG. 1893 FLUCHT 1938 USA                                                                                              | Apothekergasse 3        | Lea Levi, geb. Adler (1893-)            |
|              | HIER WOHNTE MAX LEVI JG. 1923 KINDERTRANSPORT 1938 ENGLAND INTERNIERT 1940 AUSTRALIEN USA                                                             | Schmiedstraße 5         | Max Levi (1923-)                        |
|              | HIER WOHNTE MELANIE LEVI GEB. SÜSSEL JG. 1895 FLUCHT 1938 USA                                                                                         | Schmiedstraße 5         | Melanie Levi, geb. Süssel (1895-)       |
|              | HIER WOHNTE SIGMUND LEVI JG. 1884 FLUCHT 1938 USA | Apothekergasse 3        | Sigmund Levi (1884-)                    |
|              | HIER WOHNTE HILDA MÜLLER JG. 1911 EINGEWIESEN 1933 HEILANSTALT SCHUSSENRIED ´VERLEGT´ 9.7.1940 GRAFENECK ERMORDET 9.7.1940 AKTION T4                  | Amtsgasse 6             | Hilda Müller (1911–1940)                |
|              | HIER WOHNTE MAX REEB JG. 1892 GEGNER DER NS-DIKTATUR SEIT 1934 MEHRMALS VERHAFTET 'KRITISCHE ÄUSSERUNGEN' 1940 SACHSENHAUSEN DACHAU ERMORDET 9.9.1940 | Cäsar-Flaischlen-Weg 10 | Max Reeb (1892–1940)                    |